# Петер Куцка
Петер Куцка (угор. Kuczka Peter; *1 березня 1923, Секешфехервар — †8 грудня 1999, Будапешт) — угорський поет, письменник-фантаст, літературний критик, упорядник антологій, кіносценарист. Редактор фентезі-журналу «Galaktika» та автор цікавих мемуарів.

## Біографія

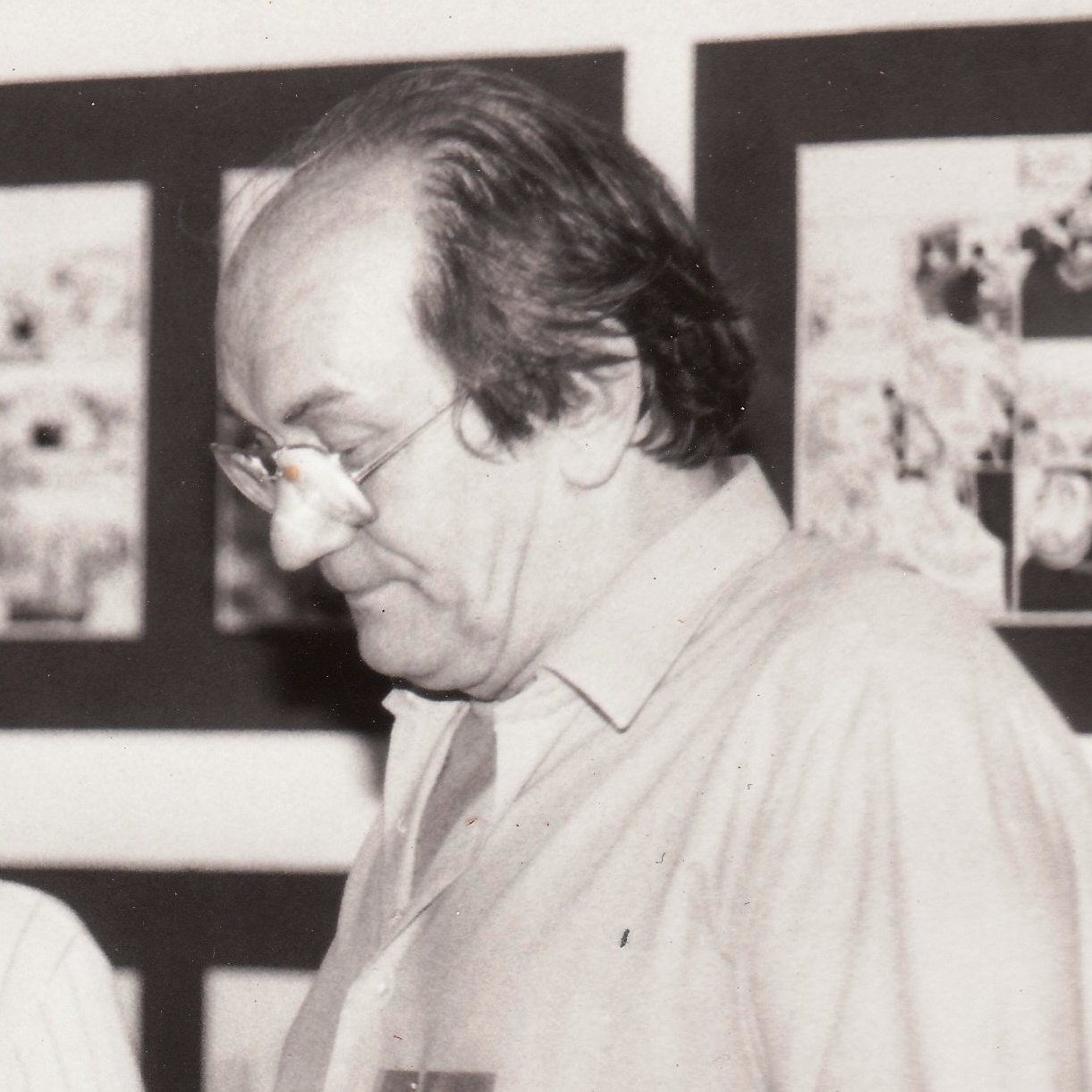
Петер Куцка

До 1945 року вивчав економіку в Будапештському університеті технології та економіки. З 1948 по 1956 працював у відділі культурної політики, був секретарем Угорської письменницької асоціації, членом редакції «Irodalmi Újság» (Літературна газета). З 1958 працював в Національній Раді з туризму, газетно-видавничої компанії.

## Творчість
Дебютував відразу після закінчення Другої світової війни. З кінця 1940-х — один з найвідоміших в Угорщині прозаїків. Перша збірка віршів Куцка була вперше опублікована в 1949, але після Угорської революції 1956 з політичних причин автору заборонили публікацію поетичного доробку.
В історію угорської та світової фантастики увійшов як редактор найбільшої з угорських антологій фантастики «Kozmosz Fantasztikus Könyvek» («Космос» у видавництві «Мора»). Був засновником і редактором одного з найбільших фентезі-журналів у світі «Galaktika», який справив значний вплив на угорську науково-фантастичну літературу, а також угорських журналів НФ «Metagalaktika» і «Robur».
Автор ряду поетичних збірок, фантастичних оповідань, кіносценаріїв, збірників критичних статей і есе, мемуарів, книг про науково-фантастичному кіно (1983), критичних та науково-популярних статей.
Популяризатор угорської фантастики в світі.
Лауреат державної премії Угорщини ім. Кошута (1954).

## Вибрані твори
- «Мішура»
- «Зірки звуть» (Збірка оповідань)
- «Трохи про угорську фантастиці»
- «Шлях галактики» (антологія)
- «Останній довгожитель» (антологія, 1980)
- «Останній довгожитель» (Збірник)

## Вибрані кіносценарії
- 1966 — Мінлива хмарність / Változó felhözet
- 1973 — Вікна часу / Az idö ablakai
- 1981 — Небезпечний експеримент / A transzport